# Great Horwood
Great Horwood – wieś w Anglii, w hrabstwie Buckinghamshire, w dystrykcie (unitary authority) Buckinghamshire. Leży 74 km na północny zachód od centrum Londynu. W 2001 miejscowość liczyła 1025 mieszkańców.